# Список зруйнованих бібліотек
Впродовж усієї історії людської цивілізації деякі бібліотеки були знищені навмисно або випадково, або сильно пошкоджені. Іноді бібліотеку знищували цілеспрямовано під час культурної чистки. Є приклади випадково знищених бібліотек людськими діями. У інших випадках бібліотеки були пошкоджені у результаті стихійних лих, таких як землетруси, повені або пожежі.
Пожежі у бібліотеках відбувалися спорадично протягом багатьох століть: відомі приклади знищення Александрійської бібліотеки та випадкового займання Бібліотеки герцогині Анни Амалії у Веймарі.

## Причини та запобігання
У давні роки цвіль вважалася основною проблемою у багатьох бібліотеках, тому споруди проектували таким чином, щоб збільшити потік повітря, наприклад, залишаючи отвори під полицями у суміжних поверхах. Тому у випадку виникнення пожежі вогонь поширювався з поверху на поверх потоком повітря, таким чином забезпечуючи відносно легке руйнування всієї бібліотеки, не обмежуючись невеликою ділянкою.
Досягнення у галузі технології дозволили зменшити пошкодження бібліотек від пожеж. Для запобігання пожежі використовують водні розбризкувачі, протипожежні двері, сигналізацію, детектори диму, аварійні генератори. У старих бібліотеках, як правило, закривають отвори для повітряних потоків та встановлюють протипожежні двері, сигналізацію та розбризкувачі. Кондиціонери зменшують проблему виникнення та поширення цвілі. Це все основні вимоги до нового дизайну бібліотеки.
Окрім того, періодично проводяться перевірки з пожежної безпеки. Починаючи з 1950-х років визнано потенційну небезпеку від комп'ютерного обладнання, а також інших об'єктів. Таким чином, у 1962 Національна асоціація протипожежного захисту США почала розробку перших варіантів стандартів безпеки, які конкретно були застосовані до електронних комп'ютерних систем. Цей стандарт називається «NFPA 75 Protection of Information Technology Equipment». «FM Global Data Sheet 5-32» — ще один стандарт розробки заходів для захисту не тільки від вогню, але і води, скачків напруги і т. д.

## Руйнування, спричинені людським фактором
| Зображення | Бібліотека | Місто | Країна                        | Дата руйнування                | Злочинець | Причина руйнування |
| ---------- | --- | --- | ----------------------------- | ------------------------------ | --- | --- |
|            | Палац Сяньян та державний архів | Сяньян | Династія Цінь                 | 206 до н. е.                   | Сян Юй | Сян Юй, повстав проти імператора Ер Шихуанді, привів свої війська у Сяньян у 206 до н. е. Він наказав знищити палац Сяньян вогнем. |
|            | Александрійська бібліотека | Александрія | Стародавній Єгипет            | Спірне питання                 | Спірне питання | Спірне питання |
|            | Бібліотека Антіохії | Антіохія | Стародавня Сирія              | 364                            | Імператор Йовіан | Бібліотека була спалена імператором Йовіаном. Він заручився допомогою свого нехристиянського попередника імператора Юліана ІІ Відступника |
|            | Бібліотека Серапеума (англ. Serapeum) | Александрія | Стародавній Єгипет            | 392                            | Феофіл (патріарх Александрійський) | Бібліотека була спалена та пограбована за велінням Феофіла Александрійського, а також за наказом Феодосія Великого. |
|            | Бібліотека Ктесифону | Ктесифон | Стародавня Персія             | 651                            | Арабські завойовники | Книги викинули у Євфрат за наказом халіфа Умара. |
|            | Бібліотека Аль-Хакама II(англ. Al-Hakam II) | Кордова | Аль-Андалус                   | 976                            | Аль-Мансур (англ. Al-Mansur Ibn Abi Aamir) та релігійні вчені                                                                                | Усі книги, що містили «давню науку» були знищені в пориві ультра-ортодоксами. |
|            | Бібліотека міста Рей | Рей | Буїди                         | 1029                           | Султан Махмуд Газневі | Спалив бібліотеку та всі книги вважав єретичними. |
|            | Бібліотека Газні | Газні | Імперія Гурідів               | 1151                           | 'Ала ад-Дін Гусейн' | Місто було розграбовано та спалено протягом семи днів. Бібліотеки та палаци, побудовані газневідами були знищені. |
|            | Бібліотека Нішапура | Нішапур |                               | 1154                           | Огузи | Місто було частково зруйноване, бібліотеки спустошені та спалені. |
|            | Наланда | Наланда | Індія                         | 1193                           | Мухаммад Бахтіяр Хілджі | Університетський комплекс у місті Наланда (найвідоміше сховище буддійських знань у світі на той момент) був захоплений тюркськими мусульманськими завойовниками під керівництвом Бахтіяр Хілджі; ця подія розглядається як віха у занепаді буддизму в Індії. |
|            | Імператорська бібліотека у Константинополі | Константинополь | Візантійська імперія          | 1204                           | Хрестоносці | У 1204 році бібліотека стала об'єктом нападу лицарів Четвертого хрестового походу. Бібліотека була зруйнована, а її фонди спалені або продані. Значна частина бібліотеки, яка збереглася, пізніше була приєднана до бібліотеки султана Османської імперії після того, як мусульманські війська Мехмеда II, султана Османської імперії, захопили Константинополь у кінці 1453 року. |
|            | Будинок Мудрості | Багдад | Ірак                          | 1258                           | Монгольські загарбники | Нібито зруйнований під час битви за Багдад (1258), але це заперечується сучасними вченими, які вказують на втрату важливості бібліотеки після того, як столиця переїхала до Самарри у дев'ятому столітті. |
|            | Бібліотека Медресе у Ґранаді | Ґранада | Кастилія і Леон (королівство) | 1499                           | Війська під командуванням кардинала Сиснероса                                                                                                | Бібліотека була атакована військами кардинала Сиснероса у кінці 1499 року, книги були спалені у громадських місцях. |
|            | Корвініана | Буда | Османська імперія             | 1526                           | Війська Османської імперії. | Бібліотека була знищена військами Османської імперії. |
|            | Гласней коледж (англ. Glasney College) | Корнуол | Англія                        | 1548                           | Королівські чиновники | Розгром та розграбування коледжів у Корнуолі поклало край формальній стипендії, яка допомагала підтримувати Корнську мову та Корнську культурну самобутність. |
|            | Кодекси майя з Юкатану | Юкатан | Мексика та Гватемала          | 12 липня 1562                  | Дієго де Ланда | Єпископ де Ланда, францисканський чернець та конкістадор під час іспанського завоювання Юкатана, писав: «Ми знайшли велику кількість книг з символами, і, оскільки вони не містили нічого, що показувало марновірство та брехню диявола, ми спалили їх усі». Тільки три рукописні екземпляри збереглися до наших часів. |
|            | Бібліотека Раглан | Замок Раглан (англ. Raglan Castle) | Уельс                         | 1646                           | Парламентська Армія | Бібліотека була спалена під час Громадянської війни в Англії силами під командуванням Томаса Ферфакса |
|            | Бібліотека Конгресу | Вашингтон | США                           | 1814                           | Війська британської армії | Під час Англо-американської війни 1812—1815 років бібліотека була зруйнована, коли британські війська підпалили Капітолій у Вашингтоні. |
|            | Університет Алабами | Таскалуса (Алабама) | США                           | 4 травня 1865                  | Війська Союзної армії | Під час Громадянської війни у США, Союзні війська знищили більшість будівель кампусу Університету Алабами, а також близько 7000 томів у бібліотеці. |
|            | Королівська бібліотека Королівства Бірма | Палац у Мандалай | Бірма                         | 1885-1887                      | Сили Британської Армії | Британські колоністи розграбували палац наприкінці 3-ї англо-бірманської війни (деякі з артефактів, які були вилучені, знаходяться на виставці у музеї Вікторії та Альберта у Лондоні) та спалили Королівську бібліотеку. |
|            | Бібліотека Левенського католицького університету | Левен | Бельгія                       | 25 серпня 1914                 | Німецькі війська | Німці усе місто, в тому числі і бібліотеку, щоб придушити Рух Опору окупації. |
|            | Національний архів Ірландії | Дублін | Ірландія                      | 1922                           | Спірне питання. Можливо навмисний підпал або випадкове займання вибухових речовин через обстріл силами Тимчасового уряду південної Ірландії. | Будівля знищена під час бомбардування силами Ірландської Вільної Держави під керівництвом Майкла Коллінза. |
|            | Інститут сексуальних наук (нім. Institut für Sexualwissenschaft) | Берлін | Нацистська Німеччина          | травень 1933                   | Члени Німецького студентського союзу | 6 травня 1933 року Німецький студентський союз провів організовану атаку на Інститут сексуальних наук. Через кілька днів, бібліотеку та архіви Інституту були публічно спалені на вулицях Берліна. |
|            | Національний університет Цинхуа (Пекін), Університет Нанкаі (Тяньцзінь), Технологічний інститут у «He-pei», Медичний коледж у «He-pei», Сільськогосподарський коледж у «He-pei», Університет англ. Daxia, Університет англ. Kuang Hua, Національний університет провінції Хунань | | Китай                         | 1937-1945                      | Японські війська Другої світової війни | Під час Другої світової війни, японські збройні сили знищили або частково зруйновані численні китайські бібліотеки. |
|            | Бібліотека Левенського католицького університету | Левен | Бельгія                       | травень 1940                   | Німецькі окупаційні війська | Загорілася під час німецького вторгнення в Левен, Бельгія. |
|            | Національна бібліотека Сербії | Белград | Королівство Югославія         | 6 квітня 1941                  | Нацистська Німеччина Luftwaffe | Зруйнована під час Другої світової війни внаслідок бомбардування Белграда. |
|            | Бібліотека Залуських | Варшава | Польща                        | 1944                           | Війська Нацистської Німеччини | Бібліотека згоріла під час нацистського придушення Варшавського повстання у 1944 році. Пожежа цієї бібліотеки була частиною загального руйнування Варшави. |
|            | Державна публічна бібліотека АН УРСР (частково) | Київ | Україна                       | 24 травня 1964                 | Погружальський В. В. | Під час пожежі згорів практично весь український фонд і відділ стародруків, вся україніка бібліотеки — приблизно 600 тисяч книг та рукописів. |
|            | Національна бібліотека Камбоджі | Пномпень | Камбоджа                      | 1976-1979                      | Червоні кхмери | Спалено більшість книг та всі бібліографічні записи. Вціліло тільки 20 % матеріалів. |
|            | Публічна бібліотека Джафни | Джафна | Шрі-Ланка                     | травень 1981                   | Поліцейські у цивільному та інші особи | У травні 1981 року угрупування, що складалося із бандитів та поліцейських у цивільному організували погроми у населених пунктах, де проживали таміли? в основному у місті Джафна. У результаті руйнувань згоріла Публічна бібліотека Джафни. Понад 95000 томів — друга за величиною бібліотечна колекція у Південній Азії — були знищені. |
|            | Бібліотека сикхів | Амрітсар | Пенджаб, Індія                | 7 червня 1984                  | Війська, що діяли за наказом Індіри Ганді | Бібліотека містила рідкісні книги та рукописні манускрипти з історії, релігії та культури сикхів. Це міг бути відчайдушний вчинок, щоб знищити листи або документи, які могли б дискредитувати індійський уряд та його лідера Індіру Ганді |
| !          | Центральна університетська бібліотека Бухареста | Бухарест | Румунія                       | 2 грудня 1989?                 | Сухопутні війська Румунії | Згоріла під час Румунської революції. |
|            | Східний Інститут у Сараєво | Сараєво | Боснія і Герцеговина          | 17 травня 1992                 | Армія боснійських сербів | Зруйнована снарядами під час облоги Сараєва. |
|            | Національна бібліотека Боснії і Герцеговини | Сараєво | Боснія і Герцеговина          | 25 серпня 1992                 | Армія боснійських сербів | Бібліотека була повністю зруйнована під час облоги Сараєва. |
|            | Дослідницький інститут історії, мови та літератури Абхазії та Національна бібліотека Абхазії | Сухумі | Абхазія                       | жовтень 1992                   | Збройні сили Грузії | Зруйнована під час війни у Абхазії. |
|            | Публічна бібліотека Пулі-Хумрі | Пулі-Хумрі | Афганістан                    | 1998                           | Талібська міліція | Ця бібліотека містила понад 55 000 книг та стародавніх рукописів. |
|            | Багдадська національна бібліотека і архів, Бібліотека Аль-Авкаф, Центральна бібліотека Багдадського університету, бібліотека Байт Аль-Хікма, Центральна бібліотека університету у Мосулі та інші бібліотеки                                                                      | Багдад | Ірак                          | квітень 2003                   | Невідомі жителі Багдада | Декілька бібліотек розграбовані, підпалені, пошкоджені та зруйновані у тій чи іншій мірі під час війни в Іраку. |
|            | Єгипетський науковий інститут | Каїр | Єгипет                        | грудень 2011                   | | Згідно попередніх оцінок тільки 30 000 томів були врятовані з 200 тисяч фонду бібліотеки. |
|            | Інститут Ахмед Баба (Бібліотека Тімбукту) | Тімбукту | Малі                          | 28 січня 2013                  | Ісламістська міліція | Бібліотека згоріла, вона містила більше як 20 000 рукописів і тільки частина з них була відсканована у січні 2013 року. |
|            | Бібліотеки Міністерства рибальства та океанів Канади | | Канада                        | 2013                           | Уряд Канади на чолі із прем'єр-міністром Стівеном Гарпером                                                                                   | Оцифровка фондів привела до зменшення з дев'яти бібліотек до семи та заощадження $ C443,000 на рік. Тільки 5-6 % матеріалів було оцифровано, наукові звіти та дослідження, створені за кошти платників податків вартістю у десятки мільйонів доларів були втрачені. |
|            | Бібліотека Аль-Саєх | Триполі | Ліван                         | 3 січня 2014                   | Невідомо | Була спалена християнська бібліотека, вона нараховувала більш як 80 000 рукописів та книг. |
|            | Національний архів Боснії і Герцоговини (частково) | Сараєво | Боснія і Герцеговина          | 7 лютого 2014                  | Підозрюються у підпалі сім боснійських заколотників                                                                                          | Під час заворушень у Боснії і Герцеговині у 2014 році велика кількість історичних документів були знищені, під час пожежі президентської будівлі, де знаходилися архіви Боснії і Герцеговини. Серед втраченого архівного матеріалу були документи та подарунки Османського періоду, оригінальні документи 1878—1918 років Австро-Угорського періоду, а також документація міжвоєнного періоду, 1941—1945 років під час панування Незалежної Держави Хорватія, статті наступних років, а також близько 15 000 файлів 1996—2003 років Палати з прав людини Боснії і Герцеговини. Внаслідок пожежі було втрачено близько 60 ‰ архіву |
|            | Інститут наукової інформації з суспільних наук РАН (частково?) | Москва | Росія                         | 29 січня 2015                  | Невідомо | У будинку Інституту спалахнула пожежа, яка тривала більше доби. Внаслідок неї постраждав верхній поверх закладу, де знаходились зали бібліотеки та деякі фонди. Була втрачена значана частина цінних бібліотечних фондів (за попердніми оцінками близько 20 %). Бібліотека нараховувала близько 14 мільйонів книг, у тому числі рідкісних текстів стародавніми слов'янськими мовами, документи з Ліги Націй, ЮНЕСКО та парламентських звітів країн, включаючи США, створеними починаючи з 1789 року. |
|            | Станом на 25 квітня 2023 року постраждали 555 бібліотек за даними Міністерства культури та інформаційної політики України. | На кінець березня 2023 р. відомо про 89 повністю зруйнованих бібліотечних будівель або приміщень, в яких вони були розташовані, зокрема: 30 – у Харківській обл., 28 – у Донецькій обл., 12 – у Херсонській обл., 10 – у Миколаївській обл., по 3 – у Запорізькій і Чернігівській обл., 2 – у Київській обл., 1 – у Житомирській обл. | Україна                       | 24 лютого — кінець квітня 2023 | Російська армія | Внаслідок російського вторгнення в Україну станом на кінець березня 2023 р. доступна інформація про 89 повністю зруйнованих бібліотечних будівель, 298 будівель, що зазнали значних пошкоджень та потребують капітального ремонту, та 304 бібліотеки, які розміщувалися / розміщуються в будівлях, що зазнали незначних пошкоджень та потребують ремонту. Водночас, 96 закладам вдалося відновити свою роботу після ремонту будівель або після переміщення в інші приміщення. |